# Melo (Uruguai)
Melo é uma cidade do Uruguai, capital do departamento de Cerro Largo. Situada no nordeste do país, seu território faz divisa com os municípios brasileiros de Herval e Pedras Altas no estado do Rio Grande do Sul. Melo é relevante centro comercial, agrícola e pecuário e possui cerca de 51 mil habitantes.

## História
A cidade foi fundada em 27 de junho de 1795. Dada a sua localização próximo das fronteiras do Brasil, foi invadida por tropas portuguesas em 1801, 1811 e 1816.
Melo foi uma das cidades visitadas pelo Papa João Paulo II em 8 de maio de 1988. Em agosto de 2007, estreou-se o filme El Baño del Papa, de César Charlone, que retrata os dias anteriores à chegada de Juan Pablo II à cidade, as expectativas e desilusões dos seus habitantes.
Possui a única equipe de futebol não sediada em Montevidéu que disputa a primeira divisão do Campeonato Uruguaio, o Cerro Largo Fútbol Club.